# Himerarctia tenebrata
Himerarctia tenebrata là một loài bướm đêm thuộc phân họ Arctiinae, họ Erebidae.